# Drosophila brevina
Drosophila brevina är en tvåvingeart som beskrevs av Wheeler 1981. Drosophila brevina ingår i släktet Drosophila och familjen daggflugor.
Artens utbredningsområde är Indien.